# Clonmacnoise

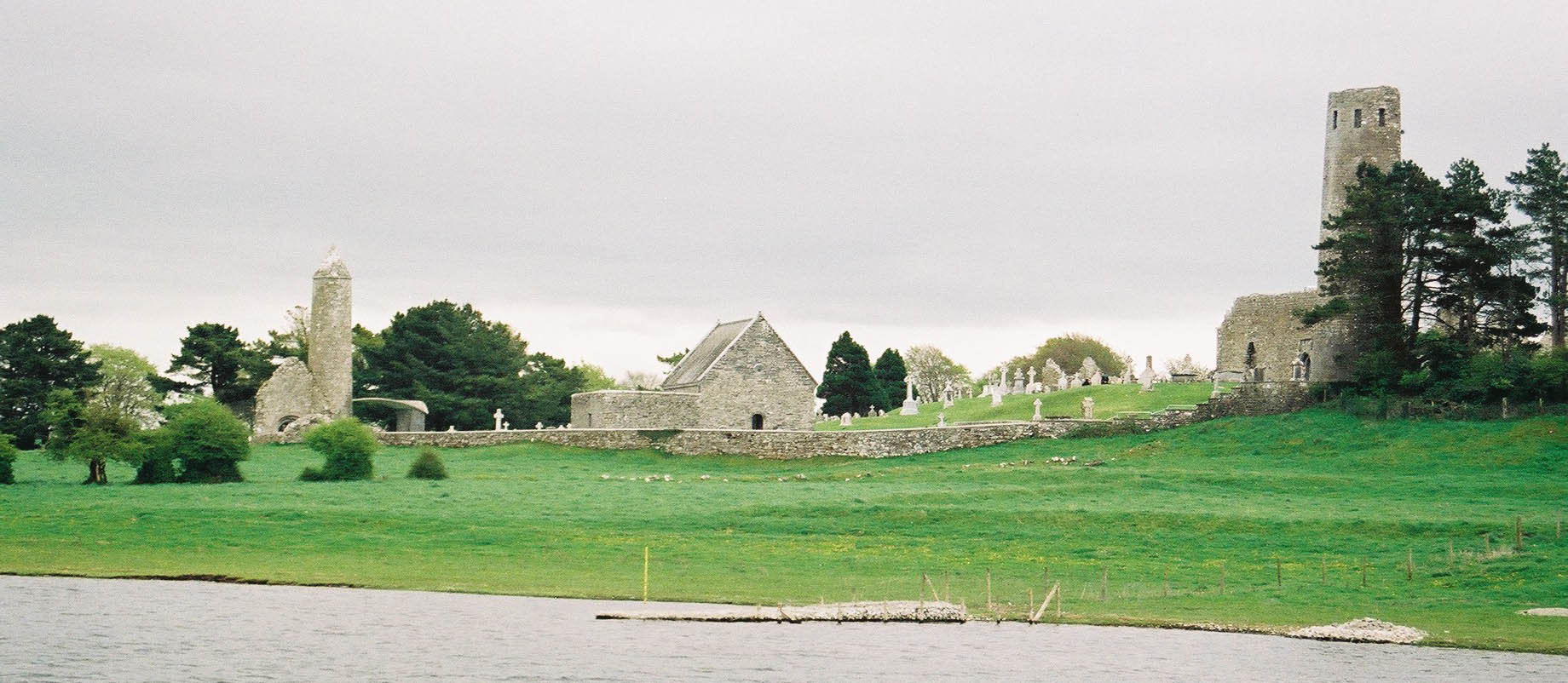
Vista del conjunto desde el río.

Clonmacnoise es una abadía y conjunto monástico paleocristiano situado a orillas del Río Shannon, en el Condado de Offaly, Irlanda. Su nombre en gaélico irlandés es Cluain Mhic Nóis   ("Prado de los Hijos de Nós"). La población importante más cercana es Athlone, 25 km al norte. El lugar hace frontera con tres provincias (Connacht, Munster y Leinster) y se halla en el Eiscir Riada, un esker (sistema de colinas de arena estratificada y grava, de origen glaciar) que atraviesa los pantanos centrales de Irlanda.

## Historia
Clonmacnoise fue fundado por San Ciarán en 545 d. C. El santo tuvo una visión y buscó durante años el lugar adecuado para el futuro emplazamiento de la abadía. Finalmente, junto con ocho compañeros, halló el lugar y también a Diarmait (o Diarmuid) Mac Cerbaill, quien le ayudó a construir el primer edificio, una pequeña iglesia de madera. Diarmait se convertiría en 565 en el primer Gran Rey de Irlanda cristiano, y el último en seguir el ritual pagano de entronización en la colina de Tara. San Ciarán murió un año después aquejado de fiebre amarilla y sin haber visto cómo se completaba su obra.

## Construcciones de Clonmacnoise
El Templo Finghín es una iglesia románica del siglo XII con una torre circular irlandesa de 17 m de altura que, según el Chronicon Scotorum (una crónica escrita de hechos acaecidos en Irlanda desde sus primeros tiempos hasta 1135), fue finalizada en 1124 por Turlough O'Connor, rey de Connacht, y Gilla Christ Ua Maoileoin, abad de Clonmacnoise. En 1135 un rayo hizo caer la parte superior de la torre, que fue reconstruida más tarde. Se cree que la mampostería derribada por la tormenta fue empleada más tarde en la construcción del Templo Finghín.
El Templo Connor data del siglo XI y fue usado por la Iglesia de Irlanda hasta el siglo XVIII. Actualmente es una iglesia protestante y se mantiene cerrada al público. Otras iglesias en el recinto son el Templo Kelly, el Templo Melaghlin (año 1200), el Templo Dowling (siglo XI), el Templo Hurpan (el más reciente, del siglo XVII) y el Templo Ciarán. Este último es la iglesia más pequeña de Clonmacnoise (mide sólo 2,8 x 3, 8 m) y la tradición afirma que contiene la tumba de San Ciarán.
Por el contrario, la llamada Catedral de Clonmacnoise es la más grande de las iglesias del lugar. Fue construida en 909 por Flann Sinna, Rey de Irlanda, y el abad Colmán. La entrada oeste es una adición posterior de 1180, así como la entrada norte, que data de mediados del siglo XV y es de estilo gótico. Rory O'Connor (Ruaidrí Ua Conchobair), el último de los Grandes Reyes de Irlanda, fue enterrado cerca del altar en 1198.
En Clonmacnoise existen también dos altas cruces célticas, llamadas Cruz del Sur (ornamental) y Cruz de las Escrituras. La Cruz de las Escrituras mide 4 metros de altura y fue esculpida a partir de un único bloque de arenisca hacia el año 900. Es una de las cruces célticas más bellamente trabajadas de Irlanda y reviste un interés especial por sus inscripciones, que constituyen una plegaria dedicada a los hacedores de la cruz (y de la Catedral), Flann y Colmán. La superficie de la cruz está dividida en paneles, mostrando escenas que incluyen la Crucifixión, el Juicio Final y Cristo en la Tumba.

## La Piedra del Hada
Cerca de Clonmacnoise existen numerosas rocas de piedra caliza, una de las cuales recibe el nombre de Piedra del Hada o Piedra del Caballero. Presenta en su superficie numerosos grabados con motivos de carácter diverso: orificios cóncavos, cruces, dagas e incluso un par de pies humanos. Es un ejemplo de petrosomatoglifo (imagen de una parte del cuerpo humano o animal incisa en la roca), arte muy común en los restos arqueológicos de origen céltico desde la era megalítica hasta los primeros tiempos medievales. Se cree que los pies esculpidos pueden estar relacionados con los ritos de investidura de los caciques celtas. En el yacimiento del fuerte de Dunadd en Escocia, antiguo lugar de coronación de los reyes gaélicos del reino de Dál Riata, se encuentra un pie esculpido muy similar.